# Suriname ai Giochi della XXXI Olimpiade
Il Suriname ha partecipato ai Giochi della XXXI Olimpiade, che si sono svolti a Rio de Janeiro, Brasile, dal 5 al 21 agosto 2016, con una delegazione di sei atleti impegnati in quattro discipline. Portabandiera alla cerimonia di apertura è stato il giocatore di badminton Soren Opti, alla sua seconda Olimpiade.
Si è trattato della tredicesima partecipazione di questo paese ai Giochi estivi. Non sono state conquistate medaglie.

## Partecipanti

### Atletica
- 100 m maschili - 1 atleta (Jurgen Themen)
- 100 m femminili - 1 atleta (Sunayna Wahi)

### Badminton
- Singolo maschile - 1 atleta (Soren Opti)

### Judo
- 88 kg maschile - 1 atleta (Yigal Kopinsky)

### Nuoto
- 50 m stile libero maschili - 1 atleta (Renzo Tjon A Joe)
- 100 m dorso femminili - 1 atleta (Evita Leter)